# قارچ کلاه‌چرب عاجی
قارچ کلاه‌چرب عاجی (نام علمی: Hygrophorus eburneus) نام یک گونه از سرده کلاه‌چرب‌ها است.